# Streniastis
Streniastis är ett släkte av fjärilar. Streniastis ingår i familjen stävmalar.
Kladogram enligt Catalogue of Life:
| Streniastis | \| \| Streniastis composita \| \| \| \| \| \| Streniastis thermaea \| \| \| \| |
|             | \| \| Streniastis composita \| \| \| \| \| \| Streniastis thermaea \| \| \| \| |
|             | Streniastis composita                                                          |
|             |                                                                                |
|             | Streniastis thermaea                                                           |
|             |                                                                                |